# Zeggenoermot
De zeggenoermot (verouderd: zeggeoermot) (Micropterix mansuetella) is een vlinder uit de familie van de oermotten (Micropterigidae). De wetenschappelijke naam van de soort is voor het eerst geldig gepubliceerd door Zeller in 1844.

## Kenmerken
De vlinder heeft een spanwijdte van 8 tot 11 millimeter.

## Leefwijze
De zeggenoermot gebruikt diverse kruidachtige planten als waardplanten, met name zeggen. 

## Verspreiding en leefgebied
De soort komt voor in de noordelijke helft van Europa. De zeggenoermot is in Nederland en België zeldzaam.